# Currais
Currais é um município brasileiro do estado do Piauí. Localiza-se a uma latitude 09º00'25" sul e a uma longitude 44º24'39" oeste, estando a uma altitude de 320 metros. Sua população estimada em 2016 era de 4 859 habitantes.
Currais possui Universidade Aberta, Delegacia de polícia, e está entre as menores, como uma das mais completas cidades.
Possui uma área de 3079,9 km².